# Koningshof

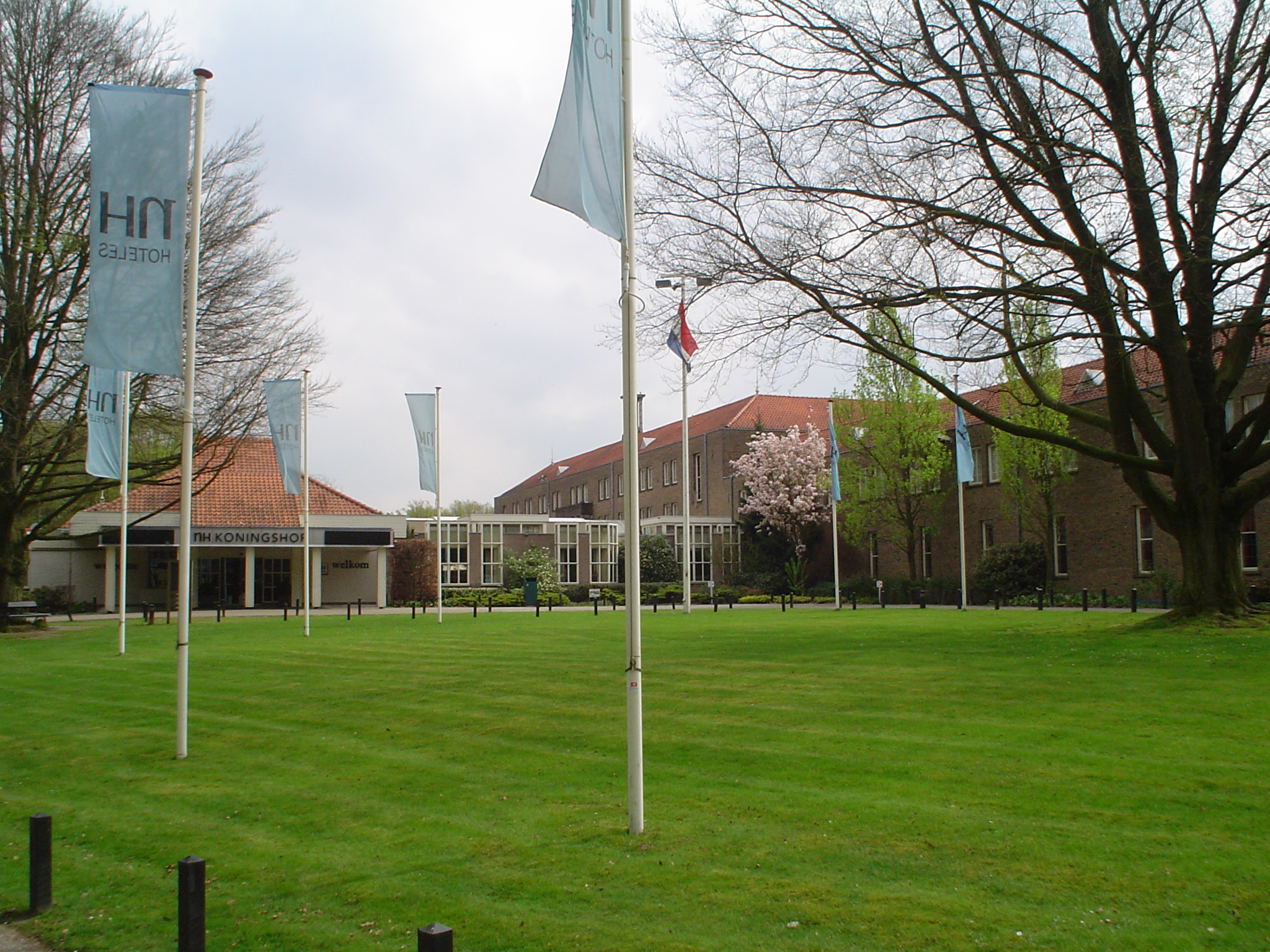
De hoofdingang van Koningshof

Koningshof is een hotel en congrescentrum in de gemeente Veldhoven in de Nederlandse provincie Noord-Brabant. Het hotel behoort tot de Spaanse hotelketen NH Hotel Group. Het is een voormalig klooster. Van 1953 tot 1995 was Koningshof ook de naam van een bij dit klooster behorende middelbare school.

## Klooster
In 1886 werd de congregatie van de Zusters van het Allerheiligste Hart van Jezus gesticht. Het bestuur van deze congregatie zetelde in een moederhuis in Moerdijk. Dit klooster werd in 1944 door oorlogsgeweld verwoest. Herbouwen van het klooster nabij de strategisch belangrijke Moerdijkbruggen werd te gevaarlijk geacht, zodat de zusters op zoek gingen naar een nieuwe locatie. 
In 1947 kochten zij enkele percelen met een totale oppervlakte van 35 hectare aan de straatweg de 'Locht' in Veldhoven. Het gebied bestond uit bos- en heidegronden en waren ook vanuit archeologisch standpunt interessant. In de negentiende eeuw had de Veldhovense oudheidkundige en onderwijzer Cornelis Rijken er scherven van Romeins aardewerk en twee bronzen Romeinse munten aangetroffen. In 1952 lieten de zusters op de door hun gekochte percelen het klooster Koningshof bouwen. De naam Koningshof vond zijn oorsprong in een in zachte steen uitgehouwen reliëf die Christus als Koning afbeeldde. Dit reliëf was een overblijfsel van het verwoeste klooster in Moerdijk en kreeg een plaats boven de toegang tot het nieuwe klooster. Op 22 april 1954 werd het klooster officieel in gebruik genomen. Tot 1961 werd het complex nog verder uitgebreid met schoolgebouwen. 
Wegens gebrek aan nieuwe aanmeldingen nam het aantal zusters af, waardoor men genoodzaakt was om in 1976 het kloostercomplex te verkopen. In april 1979 vertrokken de overgebleven zusters naar diverse andere kloosters. Het klooster werd verbouwd tot congrescentrum en hotel.

## Onderwijs
Nabij het kloostercomplex werden drie scholen gebouwd waar de nonnen van het klooster onderwijs gaven : de Middelbare meisjesschool Maria Mediatrix, de MULO Koningshof en de Huishoudschool Regina Pacis. Vanwege de Mammoetwet werd in 1968 de MULO Koningshof een mavo en de meisjesschool een havo. In 1971 ging de havo verder onder de naam Anton van Duinkerkencollege en werd uitgebreid met een afdeling atheneum. Ook nadat de zusters waren vertrokken en het klooster was verkocht bleven deze scholen bestaan.
In 1995 fuseerden het Anton van Duinkerkencollege en de mavo Koningshof met de twee andere Veldhovense middelbare scholen: de mavo Selsterhorst en de Scholengemeenschap Veldhof. De nieuwe school kreeg de naam Sondervick College. In 2007 verhuisden alle scholen van het Sondervick College naar een centrale locatie. De schoolgebouwen bij het Koningshof werden gesloopt. Voor het terrein wordt gezocht naar een nieuwe bestemming.

## Congrescentrum
De conferentieruimten bieden plaats aan bijeenkomsten tot 2000 personen. Een van de regelmatige gebruikers is de Volkspartij voor Vrijheid en Democratie. Een jaarlijks terugkerend evenement in Koningshof was de Dutch Open, het grootste dartstoernooi van de wereld. Dit toernooi werd vanaf 2002 tot 2013 hier gehouden en trok duizenden darters. In 2011 was Koningshof de locatie voor de wereldkampioenschappen bridge 2011. Ook werd hier in 2018 het grootste Europees kampioenschap poolbiljart tot dan toe gehouden, er stonden zestig pooltafels.